# Canimartes
Canimartes è un genere estinto di mustelide vissuto in Nordamerica nel Pliocene (circa 4,7 - 3 milioni di anni fa).

## Descrizione
Questo animale è noto solo per fossili incompleti, ed è quindi difficile ricostruirne l'aspetto. È probabile che fosse un grosso mustelide simile per dimensioni alla martora pescatrice (Pekania pennanti), un grande mustelide arboricolo attualmente diffuso in Nord America.
Canimartes era caratterizzato dalla presenza di due molari superiori. Il metaconide del carnassiale inferiore risulta ben sviluppato, mentre il talonide dello stesso dente è affilato, suggerendo adattamenti per una dieta carnivora. Rispetto all'affine Trigonictis, Canimartes possedeva il quarto premolare superiore dotato di protocono prominente e separato dalla parte principale del dente tramite una costrizione; il quarto premolare inoltre era privo di ipocono.

## Classificazione
La specie Canimartes cumminsi venne descritta per la prima volta da Edward Drinker Cope nel 1892, sulla base di resti fossili provenienti dal Pliocene del Texas. Altre specie inizialmente ascritte a questo genere (C. idahoensis e C. cookii) sono state in seguito attribuite al genere Trigonictis.
Inizialmente venne avvicinato al genere Mustela, ma le sue parentele non sono ben chiare. Ricerche più recenti indicherebbero una parentela con Ischyrictis nell'ambito della sottofamiglia Guloninae, che comprende tra gli altri il ghiottone e le martore.